# Hansjörg Kunze
Hansjörg Kunze (ur. 28 grudnia 1959 w Rostocku) – niemiecki lekkoatleta reprezentujący NRD, specjalista biegów długodystansowych, medalista olimpijski z 1988 z Seulu.
Zdobył brązowy medal w biegu na 3000 metrów na mistrzostwach Europy juniorów w 1977 w Doniecku, za swymi późniejszymi rywalami Hiszpanem José Manuelem Abascalem i rodakiem z NRD Wernerem Schildhauerem.
Zwyciężył w biegu na 5000 metrów w finale Pucharu Europy w 1979 w Turynie. Wystąpił na igrzyskach olimpijskich w 1980 w Moskwie, gdzie odpadł w półfinale biegu na 5000 metrów. Zajął 3. miejsce w tej konkurencji w finale Pucharu Europy w 1981 w Zagrzebiu. Był drugi w biegu na 5000 metrów w Pucharze Świata w 1981 w Rzymie. Zajął 9. miejsce na tym dystansie na mistrzostwach Europy w 1982 w Atenach. Zajął 4. miejsce w mistrzostwach świata w biegach przełajowych w 1982 w Rzymie.
Został brązowym medalistą biegu na 10 000 metrów podczas pierwszych mistrzostw świata w 1983 w Helsinkach. Nie ukończył biegu na tym dystansie na mistrzostwach Europy w 1986 w Stuttgarcie.
Ponownie wywalczył brązowy medal w biegu na 10 000 metrów na mistrzostwach świata w 1987 w Rzymie. Na igrzyskach olimpijskich w 1988 w Seulu zdobył brązowy medal w biegu na 5000 metrów, a w biegu na 10 000 metrów był szósty.
Hansjörg Kunze był mistrzem NRD w biegu na 5000 metrów w latach 1968, 1983, 1984, 1986 i 1987 oraz brązowym medalistą w 1982, a także mistrzem w biegu na 10 000 metrów w 1984 i 1986-1988 oraz wicemistrzem w 1981 i 1983. Był również mistrzem NRD w biegu przełajowym (długi dystans) w 1982 oraz wicemistrzem w biegu na 1500 metrów w 1979. Zdobywał także halowe mistrzostwo NRD w biegu na 3000 metrów w 1980 i 1984 oraz w biegu na 5000 metrów w 1980, 1981 i 1983.
9 sierpnia 1981 w Rieti ustanowił rekord NRD w biegu na 5000 m wynikiem 13:10,40, który został rekordem zjednoczonych Niemiec i został poprawiony dopiero w 1992 przez Dietera Baumanna.
Rekordy życiowe:
- bieg na 1500 metrów – 3:40,04 (10 sierpnia 1979, Karl-Marx-Stadt)
- bieg na 3000 metrów – 7:44,05 (31 lipca 1983, Berlin)
- bieg na 5000 metrów – 13:10,40 (9 sierpnia 1981, Rieti)
- bieg na 10 000 metrów – 27:26,00 (2 lipca 1988, Oslo)